# Liste von Organisten
In die Liste von Organisten sind Namen von Organisten eingetragen, die umfassende Bekanntheit erlangt haben.
Die Namen in der Liste sind alphabetisch sortiert und nach den Herkunftsländern der Musiker geordnet. Falls noch kein Artikel angelegt worden ist, wird bei neuen Eintragungen um eine kurze, stichpunktartige Information über Lebensdaten, Wirkungsstätten und gegebenenfalls besondere Leistungen wie Uraufführungen oder Ersteinspielungen gebeten.

## Belgien
- August de Boeck (1865–1937)
- Els Biesemans (* 1978)
- Stanislas Deriemaeker (1932–2024)
- Jean Ferrard (* 1944)
- Bernard Foccroulle (* 1953)
- Pierre Froidebise (1914–1962)
- Kamiel D’Hooghe (1929–2021)
- Ignace Michiels (* 1963)
- Jean-Baptiste de Pauw (1852–1924)
- Flor Peeters (1903–1986)
- Hans-Georg Reinertz (1952–2023)
- Hubert Schoonbroodt (1941–1992)
- Serge Schoonbroodt (* 1971)
- Kristiaan Seynhave (* 1965)

## Chile
- Mauricio Pergelier (* 1951)

## Dänemark
- Daniel Bruun (* 1979)
- Bine Katrine Bryndorf (* 1969)
- Rued Langgaard (1893–1952)
- Frederik Magle (* 1977)
- Mogens Wöldike (1897–1988)

## Deutschland
- Jörg Abbing (* 1969)
- Joseph Ahrens (1904–1997)
- Sieglinde Ahrens (* 1936)
- Christoph Albrecht (1930–2016)
- Hansjörg Albrecht (* 1972)
- Andreas Arand (* 1949)
- Dominik Axtmann (* 1979)
- Johann Sebastian Bach (1685–1750)
- Wilhelm Friedemann Bach (1710–1784)
- Anna-Victoria Baltrusch (* 1989)
- Martin Bambauer (* 1970)
- Peter Bares (1936–2014)
- Christian Barthen (* 1984)
- Wolfgang Baumgratz (* 1948)
- Julian Emanuel Becker (* 2005)
- Hans Christoph Becker-Foss (* 1949)
- Daniel Beckmann (* 1980)
- Marius Beckmann (* 1993)
- Daniel Beilschmidt (* 1978)
- Hans Georg Bertram (1936–2013)
- Neithard Bethke (* 1942)
- Hedwig Bilgram (* 1933)
- Christian Bischof (* 1982)
- Oskar Gottlieb Blarr (* 1934)
- Stefan Johannes Bleicher (* 1962)
- Annie Bloch (* 1994)
- Christian von Blohn (* 1963)
- Martin Böcker (* 1958)
- Georg Böhm (1661–1733)
- Ullrich Böhme (* 1956)
- Winfried Bönig (* 1959)
- Roland Börger (* 1955)
- Christoph Bossert (* 1957)
- Theo Brandmüller (1948–2012)
- Ingo Bredenbach (* 1959)
- Christian Brembeck (* 1960)
- Gerhard Bremsteller (1905–1977)
- Eduard Büchsel (1917–1980)
- Otto Busch (1901–1985)
- Christian Collum (* 1943)
- Herbert Collum (1914–1982)
- Hans Martin Corrinth (1941–2022)
- Thomas Dahl (* 1964)
- Paul Damjakob (* 1939)
- Aurel Dawidiuk (* 2000)
- Barbara Dennerlein (* 1964)
- Gabriel Dessauer (* 1955)
- Helmut Deutsch (* 1963)
- Manfred Degen (* 1957)
- Peter Dicke (* 1956)
- Ludwig Doerr (1925–2015)
- Roland Dopfer (* 1977)
- Joachim Dorfmüller (* 1938)
- Egidius Doll  (* 1946)
- Max Drischner  (1891–1971)
- Norbert Düchtel (* 1949)
- Markus Eichenlaub (* 1970)
- Matthias Eisenberg (* 1956)
- Marcel Eliasch (* 1997)
- Dirk Elsemann (* 1977)
- Harald Feller (* 1951)
- Andreas Fischer (* 1966)
- Michael Gotthard Fischer (1773–1829)
- Walter Fischer (1872–1931)
- Friedhelm Flamme (* 1963)
- Axel Flierl (* 1976)
- Thomas Jörg Frank (* 1972)
- Helmut Fleinghaus (1958–2020)
- Felix Friedrich (* 1945)
- Friedrich Friese I (1765–1833)
- Friedrich Friese II (1792–1863)
- Matthias Friese (1739–1786)
- Herbert Fromm (1905–1995)
- Friedrich Fröschle (* 1944)
- Mari Fukumoto (* 1987)
- Clemens Ganz (1935–2023)
- Zsolt Gárdonyi (* 1946)
- Hans Gebhard (1929–2022)
- Johannes Gebhardt (* 1969)
- Johannes Geffert (* 1951)
- Horst Gehann (1928–2007)
- Holger Gehring (* 1969)
- Manuel Gera (* 1963)
- Karl Ludwig Gerok (1906–1975)
- Dieter Glös (* 1951)
- Gerhard Gnann (* 1962)
- Martin Gregorius (* 1991)
- Ute Gremmel-Geuchen (* 1964)
- Michael Grill (* 1955)
- Christoph Grohmann (1955–2023)
- Uwe Karsten Groß (1930–2015)
- Matthias Grünert (* 1973)
- Willibald Guggenmos (* 1957)
- Herbert Haag  (1908–1977)
- Bernhard Haas (* 1964)
- Georg Hagel (* 1968)
- Jörg-Hannes Hahn (* 1963)
- Thomas Haller (* 1966)
- Jörg Halubek (* 1977)
- Matthias Hanke (* 1965)
- Wilhelm Hanser (1738–1796)
- Hans Heintze (1911–2003)
- Fritz Heitmann (1891–1953)
- Felix Hell (* 1985)
- Amelie Held (* 1996)
- Marius Herb (* 2000)
- Hans Uwe Hielscher (* 1945)
- Marlene Hinterberger (* 1954)
- Helmut Hoeft (* 1957)
- Friedrich Högner (1897 – 1981)
- Robert Emil Höpner (1846–1903)
- Lisa Hummel (* 1992)
- Margareta Hürholz (* 1954)
- Rudolf Innig (* 1947)
- Andor Izsák (* 1944)
- Werner Jacob (1938–2006)
- Matthias Janz (* 1947)
- Thiemo Janssen (* 1966)
- Gerhard Jentschke (* 1955)
- Ludwig Martin Jetschke (* 1989)
- Andreas Jetter (* 1978)
- Kay Johannsen (* 1961)
- Barry Jordan (1957–2024)
- Stefan Kagl (* 1963)
- Hans-Jürgen Kaiser (* 1959)
- Ernst-Ulrich von Kameke (1926–2019)
- Michael Kapsner (* 1961)
- Markus Karas (* 1961)
- Hans-Dieter Karras (* 1959)
- Hannes Kästner (1929–1993)
- Jan Katzschke (* 1972)
- Günther Kaunzinger (* 1938)
- Johann Balthasar Kehl (1725–1778)
- Christoph Keggenhoff (* 1957)
- Joseph Kelemen (* 1957)
- Hermann Keller (1885–1967)
- Max Keller (1770–1855)
- Gunter Kennel (* 1961)
- Silvius von Kessel (* 1965)
- Helmut Kickton (* 1956)
- Christoph Kircheis (1935–1979)
- Friedrich Kircheis (1940–2024)
- Bernhard Klapprott (* 1964)
- Wolfgang Kleber (* 1958)
- Carsten Klomp (* 1965)
- Karl Johann Christian Kloss (1792–1853)
- Hans Klotz (1900–1987)
- Manfred Kluge (1928–1971)
- Reinhard Kluth (1950–2020)
- Ulrich Knörr (* 1960)
- Albrecht Koch (* 1976)
- Johannes-Ernst Köhler (1910–1990)
- Otto Maria Krämer (* 1964)
- Walter Kraft (1905–1977)
- Gereon Krahforst (* 1973)
- Kai Krakenberg (* 1970)
- Edgar Krapp (* 1947)
- Barbara Kraus (* 1967)
- Eberhard Kraus (1931–2003)
- Karl-Bernhardin Kropf (* 1966)
- Sebastian Küchler-Blessing (* 1987)
- Samuel Kummer (1968–2024)
- Andrea Kumpe (* 1979)
- Leo Krämer (* 1944)
- Wilhelm Krumbach (1937–2005)
- Axel LaDeur (* 1966)
- Michael Landsky (* 1964)
- Johannes Lang (* 1989)
- Wilfried Langosz (* 1951)
- Eberhard Lauer (* 1956)
- Torsten Laux (* 1965)
- Jon Laukvik (* 1952)
- Elmar Lehnen (* 1965)
- Franz Lehrndorfer (1928–2013)
- Beate Leibe (* 1954)
- Bernhard Leonardy (* 1963)
- Hans Leitner (* 1961)
- Stephan Leuthold (* 1973)
- Jan Liebermann (* 2005)
- Bernd Liffers (* 1958)
- Gerhard Löffler (* 1979)
- Heinz Lohmann (1934–2001)
- Ludger Lohmann (* 1954)
- Uwe Lohrmann  (1936–2018)
- Martin Lücker (* 1953)
- Viktor Lukas (* 1931)
- Volker Lutz (1941–2020)
- Ludger Mai (1941–2021)
- Hans Martin (1916–2007)
- Johannes Mayr (* 1963)
- Wieland Meinhold (* 1961)
- Martin Meier (* 1961)
- Wolfgang Sebastian Meyer (1936–1966)
- Johannes Matthias Michel (* 1962)
- Christiane Michel-Ostertun (* 1964)
- Andreas Meisner (* 1959)
- Thomas Meyer-Fiebig (* 1949)
- Hans-Dieter Möller (* 1939)
- Ernst Münch (1859–1928)
- Hans Musch (1935–2023)
- Kilian Nauhaus (* 1960)
- Tomasz Adam Nowak (* 1962)
- Georg Oberauer (* 1984)
- Rainer Oster (* 1966)
- Hermann Pabel (1901–1945)
- Dörte Maria Packeiser (* 1957)
- Stefan Palm (* 1962)
- Thorsten Pech (* 1960)
- Winfried Pesch (1928–2006)
- Christian Petzold (1677–1733)
- Michael Pohl (* 1940, 1983–2005 Domorganist am Berliner Dom)
- Michael Porr (* 1967)
- Christoph Preiß (* 2001)
- Theodor Pröpper (1896–1979)
- Dietrich W. Prost (1928–2000)
- Günther Ramin (1898–1956)
- Franz Raml (* 1964)
- Siegfried Reda (1916–1968)
- Mathias Rehfeldt (* 1986)
- Heinrich Reimann (1850–1906)
- Thomas Renner (* 1962)
- Karl Richter (1926–1981)
- Norbert Richtsteig (1948–2021)
- Almut Rößler (1932–2015)
- Elisabeth Roloff (1937–2008)
- Gunther Rost (* 1974)
- Klaus Rothaupt (* 1954)
- Andreas Rothkopf (* 1955)
- Ludwig Ruckdeschel (* 1968)
- Markus Rupprecht (* 1981)
- Martin Sander (* 1963)
- Johannes Schäfer (1928–1996)
- Helga Schauerte-Maubouet (* 1957)
- Wolfgang Schetelich (1919–1985)
- Winfried Schlepphorst (1937–2006)
- Burghard Schloemann (1935–2025)
- Martin Schmeding (* 1975)
- Stefan Schmidt (* 1966)
- Georg Schmitt (1821–1900)
- Christian Schmitt (* 1976)
- Christian Schmitt-Engelstadt (* 1967)
- Bernhard Schneider  (* 1955)
- Gisbert Schneider (1934–2018)
- Michael Schneider (1909–1994)
- Paul Schneider (1920–2002)
- Hanns-Martin Schneidt (1930–2018)
- Klemens Schnorr (* 1949)
- Christoph Schoener (* 1953)
- Albert Schönberger (* 1949)
- Christoph Schönfelder (* 1992)
- Hans-Dieter Schöne (* 1942)
- Michael Schönheit (* 1961)
- Winfried Schrammek (1929–2017)
- Andreas Schröder (1939–2025)
- Helmut Schröder (* 1949)
- Konrad Philipp Schuba (1929–2021)
- Stefan Schultes (* 1972)
- Herbert Schulze (1895–1985), 1925–1934 Organist der Versöhnungsgemeinde Leipzig, danach Orgellehrer am Evangelischen Johannesstift Berlin-Spandau
- Gerhard Schwarz (1902–1995)
- Wolfgang Seifen (* 1956)
- Hanns-Alfons Siegel
- Andreas Sieling (* 1964)
- Alfred Sittard (1878–1942)
- Johannes Skudlik (* 1957)
- Ulfert Smidt (* 1958)
- Jürgen Sonnentheil (* 1961)
- Hans-André Stamm (* 1958)
- Roland Maria Stangier (* 1957)
- Frank Stanzl (* 1970)
- Ernst-Erich Stender (* 1944)
- Martin Stephan (* 1952)
- Josef Still (* 1959)
- Wolfgang Stockmeier (1931–2015)
- Franz Josef Stoiber (* 1959)
- Lukas Stollhof (* 1980)
- Karl Straube (1873–1950)
- Martin Strohhäcker (* 1959)
- Ludger Stühlmeyer (* 1961)
- Kaspar Sturm (um 1540 – nach 1590)
- Martin Sturm (* 1992)
- Ruben Sturm (* 1979)
- Zsigmond Szathmáry (* 1939)
- Hildegund Treiber (* 1959)
- Käte van Tricht (1909–1996)
- Jürgen Trinkewitz (* 1964)
- Friedrich Troost (1910–1986)
- Johannes Unger (* 1976)
- Kurt Utz (1901–1974)
- Johannes Vetter (* 1952)
- Elke Voelker (* 1968)
- Harald Vogel (* 1941)
- Holm Vogel (* 1939)
- Konrad Voppel (1925–2022)
- Dietrich Wagler (* 1940)
- Helmut Walcha (1907–1991)
- Ansgar Wallenhorst (* 1967)
- Max Walter (1899–1946)
- Elisabeth Wangelin-Buschmann (* 1941)
- Andreas Warler (* 1965)
- Claudia Waßner (* 1960)
- Hans-Günther Wauer (1925–2016)
- Heinrich Weber (1901–1970)
- Hugo Weihermüller (1934–2020)
- Gerhard Weinberger (* 1948)
- Martin Welzel (* 1972)
- Martin Weyer (1938–2016)
- Carsten Wiebusch (* 1969)
- Friedemann Johannes Wieland (* 1969)
- Birgit Wildeman (* 1964)
- Markus Willinger (* 1967)
- Heinrich Wimmer (* 1964)
- Helmut Winter (1926–1983)
- Paul Wißkirchen (1936–2003)
- Jens Wollenschläger (* 1976)
- Heinz Wunderlich (1919–2012)
- Gerd Zacher (1929–2014)
- Ruth Zechlin (1926–2007)
- Wolfgang Zerer (* 1961)
- Dan Zerfaß (* 1968)
- Walter Zielke (* 1963)
- Renate Zimmermann (* 1936)

## Estland
- Andres Uibo (* 1956)

## Finnland
- Kalevi Kiviniemi (1958–2024)
- Pétur Sakari (* 1992)

## Frankreich
- Albert Alain (1880–1971)
- Jehan Alain (1911–1940)
- Marie-Claire Alain (1926–2013)
- Benjamin Alard (* 1985)
- Odile Bailleux (1939–2024)
- Anne-Marie Barat (1948–1990)
- Jean Berveiller (1904–1976)
- Frédéric Blanc (* 1967)
- Joseph Bonnet (1884–1944)
- Nadia Boulanger (1887–1979)
- Michel Bouvard (* 1958)
- Jean Boyer (1948–2004)
- Philippe Brandeis (* 1959)
- Julien Bret (* 1974)
- David Cassan (* 1989)
- Yves Castagnet (* 1964)
- Suzanne Chaisemartin (1923 – 2017)
- Michel Chapuis (1930–2017)
- Sophie-Véronique Cauchefer-Choplin (* 1959)
- Pierre Cochereau (1924–1984)
- Édouard Commette (1883–1967)
- Jean Costa (1924–2013)
- Emmanuel Culcasi (* 1993)
- Henri Dallier (1849–1934)
- Xavier Darasse (1934–1992)
- Jeanne Demessieux (1921–1968)
- Frédéric Deschamps (* 1985)
- Yves Devernay (1937–1990)
- Emmanuel Le Divellec (* 1966)
- Henri Doyen (1902–1988)
- Vincent Dubois (* 1980)
- Marie Ducrot (1919–2001)
- Marie-Bernadette Dufourcet (* 1956)
- Norbert Dufourcq (1904–1990)
- Jean-Baptiste Dupont (* 1979)
- Marcel Dupré (1886–1971)
- Marie-Madeleine Duruflé (1921–1999)
- Maurice Duruflé (1902–1986)
- Thierry Escaich (* 1965)
- Thibault Fajoles (* 2002)
- Rolande Falcinelli (1920–2006)
- André Fleury (1903–1995)
- César Franck (1822–1890)
- Eugène Gigout (1844–1925)
- Jean-Jacques Grunenwald (1911–1982)
- Jean Guillou (1930–2019)
- Alexandre Guilmant (1837–1911)
- Naji Hakim (* 1955)
- François-Henri Houbart (* 1952)
- André Isoir (1935–2016)
- Pierre Labric (* 1921)
- Jean Langlais (1907–1991)
- Olivier Latry (* 1962)
- Éric Lebrun (* 1967)
- Jean-Pierre Lecaudey (* 1962)
- Michelle Leclerc (1939–2006)
- Philippe Lefebvre (* 1949)
- Hampus Lindwall (* 1976)
- Gaston Litaize (1909–1991)
- Christophe Mantoux (* 1961)
- Bruno Mathieu (* 1958)
- Daniel Maurer (* 1957)
- Thierry Mechler (* 1962)
- Olivier Messiaen (1908–1992)
- Mélodie Michel (* 2004)
- Édouard Mignan (1884–1969)
- Jean-Baptiste Monnot (* 1984)
- Marie-Andrée Morisset-Balier (* 1938)
- Olivier Penin (* 1980)
- Odile Pierre (1932–2020)
- Pierre Pincemaille (1956–2018)
- Françoise Renet (1924–1995)
- Jean-Baptiste Robin (* 1976)
- Daniel Roth (* 1942)
- Camille Saint-Saëns (1835–1921)
- Léonce de Saint-Martin (1886–1954)
- René Saorgin (1928–2015)
- Marc Schaefer (1934–2024)
- Georg Schmitt (1821–1900)
- Albert Schweitzer (1875–1965)
- Louis Thiry (1935–2019)
- Jean-Claude Touche (1926–1944)
- Charles Tournemire (1870–1939)
- Eugène Vast (1835–1911)
- Louis Vierne (1870–1937)
- Charles-Marie Widor (1844–1937)

## Großbritannien
- William Thomas Best (1826–1897), Organist in St. Martin-in-the-Fields und Crystal Palace in London, St George's Hall und Pembroke Chapel in Liverpool, Komponist
- Gerard Brooks (* 20. Jahrhundert)
- John Baptiste Calkin (1827–1905), Organist am St. Columba's College (Dublin), Kirchenorganist, Komponist
- Nicholas Danby (1935–1997)
- Andrew Dewar (* 1981)
- Edward Elgar (1857–1934), Organist, Komponist (u. a. Orgelsonate) und Dirigent
- Henry Fairs (* 1976)
- Peter Hurford (1930–2019), Organist und Chorleiter in der Abtei von St Albans
- Nicolas Kynaston (1941–2025)
- Anna Lapwood (* 1995)
- Wayne Marshall (* 1961), Organist an der Bridgewater Hall in Manchester, Konzertorganist, Pianist und Dirigent
- Timothy Roberts (* 1953)
- David Sanger (1947–2010)
- Jane Parker-Smith (1950–2020)
- Simon Preston (1938–2022), Organist und Chorleiter in der Christ Church (Oxford) und in Westminster Abbey, Komponist und Konzertorganist
- Jonathan Scott (* 1976)
- John Scott (1956–2015)
- Percy Whitlock (1903–1946)

## Italien
- Alessandro Albenga (* 1957)
- Edoardo Bellotti (1957–2025)
- Marco Enrico Bossi (1861–1925)
- Luigi Calistri (1921–1991)
- Franz Comploi (* 1954)
- Paolo Crivellaro (* 1960)
- Maurizio Croci (* 1970), Organist, Cembalist
- Fernando Germani (1906–1998)
- Lorenzo Ghielmi (* 1959)
- Roberto Loreggian (* 1967)
- Andrea Marcon (* 1963)
- Giovanni Morandi (1777–1856), Organist, Komponist, Gesangslehrer
- Paolo Oreni (* 1979)
- Francesco Saverio Pedrini (* 1973), Organist, Cembalist, Korrepetitor (SCB), Dirigent („Voces Suaves“)
- Pier Damiano Peretti (* 1974)
- Luigi Ferdinando Tagliavini (1929–2017)

## Japan
- Mami Nagata (* 1987)
- Kensuke Ohira (* 1986)
- Mami Sakato
- Masaaki Suzuki (* 1954)
- Aya Yoshida (* 1971)

## Kanada
- Alexis Contant (1858–1918)
- Sarah Davachi (* 1987)
- Isabelle Demers (* 1982)
- Lynnwood Farnam (1885–1930)
- Eugen Gmeiner (1927–1977)
- Percival J. Illsley (1865–1924)
- Rachel Laurin (1961–2023)
- Marcelle Martin (1917–2014)
- Antoine Reboulot (1914–2002)
- Daisy Peterson Sweeney (1920–2017)
- Samuel Prowse Warren (1841–1915)

## Korea
- Chae Jin-soo

## Lettland
- Iveta Apkalna (* 1976)
- Larisa Bulava (* 1950)
- Talivaldis Deksnis (1946–2018)
- Aivars Kalējs (* 1951)
- Liene Andreta Kalnciema (* 1982)
- Vita Kalnciema (* 1959)
- Jewgenija Lissizyna (* 1942)
- Aigars Reinis (* 1975)

## Luxemburg
- Carlo Hommel (1953–2006)
- Alphonse Gevelinger (1910–2007)
- Paul Kayser (* 1979)
- Alain Wirth (* 1963)

## Mexiko
- Víctor Urbán (1934–2024)
- Felipe Ramírez Ramírez (1935–2015)

## Niederlande
- Hendrik Andriessen (1892–1981)
- Feike Asma (1912–1984)
- Bob van Asperen (* 1947)
- Bernard Bartelink (1929–2014)
- Jacob Bijster (1902–1958)
- Gerard Bunk (1888–1958)
- Cornelis J. Bute (1889–1979)
- Leo van Doeselaar (* 1954)
- Matthias Havinga (* 1983)
- Gert van Hoef (* 1994)
- Anthon van der Horst (1899–1965)
- Jan Willem Jansen (* 1950)
- Piet Kee (1927–2018)
- Albert de Klerk (1917–1998)
- Ewald Kooiman (1938–2009)
- Ton Koopman (* 1944)
- Gustav Leonhardt (1928–2012)
- Martin Mans (* 1965)
- Klaas Jan Mulder (1930–2008)
- Jacques van Oortmerssen (1950–2015)
- Ben van Oosten (* 1955)
- John Propitius (* 1953)
- Dorthy de Rooij (1946–2002)
- Adriaan Schuurman (1904–1998)
- George Stam (1905–1995)
- Willem Tanke (* 1959)
- Louis Toebosch (1916–2009)
- Stoffel van Viegen (1916–1988)
- Cornelis de Wolf (1880–1935)
- Charles de Wolff (1932–2011)
- Jan Zwart (1877–1937)
- Willem Hendrik Zwart (1925–1997)

## Norwegen
- Eyvind Alnæs (1872–1932)
- Johan Daniel Berlin (1714–1787)
- Liv-Benedicte Bjørneboe (* 1965)
- Magne H. Draagen (* 1974)
- Johannes Haarklou (1847–1925)
- Egil Hovland (1924–2013)
- Sigurd Islandsmoen (1881–1964)
- Jon Laukvik (* 1952)
- Ludvig Mathias Lindeman (1812–1887)
- Ole Andreas Lindeman (1769–1857)
- Knut Nystedt (1915–2014)
- Arild Sandvold (1895–1984)
- Fartein Valen (1887–1952)

## Österreich
- Gerhart Banco (1926–2024)
- Anton Bruckner (1824–1896)
- Wolfgang Capek (* 1956)
- Franz Danksagmüller (* 1969)
- Stefan Donner (* 1987)
- Johannes Ebenbauer (* 1963)
- Rupert Gottfried Frieberger (1951–2016)
- Nikita Gasser (* 1989)
- Franz Haselböck (1939–2024)
- Hans Haselböck (1928–2021)
- Martin Haselböck (* 1954)
- Anton Heiller (1923–1979)
- Maria Rebecca Helfgott (* 1974)
- Laurentius Hora (1900–1977)
- August Humer (1947–2007)
- Franz Illenberger (1907–1987)
- Wolfgang Kogert (* 1980)
- Wolfgang Kreuzhuber (* 1957), Linzer Domorganist seit 1982
- Augustinus Franz Kropfreiter (1936–2003)
- Klaus Kuchling (* 1963)
- Klaus Lang (* 1972)
- Matthias Maierhofer (* 1979)
- Heribert Metzger (* 1950)
- Alfred Mitterhofer (1940–1999)
- Wolfgang Mitterer (* 1958)
- Jürgen Natter (* 1981)
- Bruno Oberhammer (* 1946)
- Florian Pagitsch (1959–2023)
- Peter Planyavsky (* 1947)
- Michael Radulescu (1943–2023)
- Wolfgang Reisinger (* 1964)
- Franz Reithner (* 196?)
- Konstantin Reymaier (* 1967)
- Michael Schöch (* 1985)
- Rudolf Scholz (1933–2012)
- Johannes Strobl (* 1969)
- Roman Summereder (* 1954)
- Herbert Tachezi (1930–2016)
- Peter Waldner (* 1966)
- Ernst Wally (* 1976)
- Norbert Zeilberger (1969–2012)
- Johannes Zeinler (* 1993)
- Gerhard Zukriegel (1928–2015), Salzburger Domorganist 1963–2005

## Polen
- Jan Jargoń (1928–1995)
- Józef Serafin (* 1944)
- Marek Stefański (* 1969)
- Krzysztof Urbaniak (* 1984)
- Dariusz Michał Gołaszewski (* 1962)
- Rostislaw Wygranienko (* 1978)

## Russland
- Isai Braudo (1896–1970)
- Daria Burlak (* 1986)
- Sergei Dizhur (1924–2000)
- Alexander Fiseisky (* 1950)
- Alexander Goedicke (1877–1957)
- Oleg Jantschenko (1939–2002)
- Ekaterina Kofanova (* 1973)
- Alexei Parschin (* 1957)
- Leonid Roizman (1916–1989)
- Daniel Sarezki (* 1964)
- Sergej Tcherepanov (* 1967)
- Olga Zhukova (* 1991)

## Schweden
- Hans-Ola Ericsson (* 1958)
- Hans Fagius (* 1951)
- Mikael Wahlin (* 1960)

## Schweiz
- Jörg-Andreas Bötticher (* 1964)
- Albert Bolliger (* 1937)
- Guy Bovet (* 1942)
- Enrico Dassetto (1874–1971)
- Hans Eugen Frischknecht (* 1939)
- Marc Fitze (* 1974)
- Bernhard Henking (1897–1988)
- Monika Henking (* 1944)
- Siegfried Hildenbrand (1917–1996)
- Alex Hug (* 1943)
- Andreas Jost (* 1973)
- Joachim Krause (* 1957)
- Heiner Kühner (1943–1990)
- Markus Kühnis (* 1955)
- Rudolf Lutz (* 1951)
- André Luy (1927–2005)
- Rudolf Meyer (* 1943)
- Thilo Muster (* 1965)
- Felix Pachlatko (* 1950)
- Helmuth Reichel (1925–2021)
- Lionel Rogg (* 1936)
- Olivier Rogg (* 1960)
- Pierre Segond (1913–2000)
- Kurt-Wolfgang Senn (1905–1965)
- Wolfgang Sieber (* 1954)
- Hans Vollenweider (1918–1993)
- Erich Vollenwyder
- Tobias Willi (* 1976)
- Jean-Claude Zehnder (* 1941)

## Slowakei
- Zuzana Ferjenčíková (* 1978)

## Spanien
- Andrés Cea Galán (* 1965)
- Mateu Ferrer i Oller (1788–1864)
- Josep Marraco i Ferrer (1835–1913)
- Gaspar Smit (1767–1819)
- Montserrat Torrent i Serra (* 1926)

## Tschechien
- Pavel Černý (* 1970)
- Petr Eben (1929–2007)
- Jan Hora (* 1936)
- Josef Rafaja (Konservatorium, Pardubice)
- Jiří Strejc (1932–2010)
- Jaroslav Tuma (* 1956)
- Frantisek Vanicek (* 1969)

## Ukraine
- Dariia Lytvishko (* 1995)

## Ungarn
- Balázs Szabó (* 1985), Organist, Harmonist, Orgelsachverständiger, Lehrtätigkeit an der Ferenc Liszt Musikakademie Budapest
- István Koloss (1932–2010)
- Robert Kovács (* 1976)
- János Pálúr (* 1967)

## Uruguay
- Cristina García Banegas

## USA – Vereinigte Staaten
- William Albright (1944–1998)
- Robert T. Anderson (1934–2009)
- George C. Baker (* 1951)
- Edward Power Biggs (1906–1977)
- Diane Bish (* 1941)
- Arthur Carkeek (1923–2003)
- Cameron Carpenter (* 1981)
- Daniel Chorzempa (1944–2023)
- Carson Cooman (* 1982)
- Clarence Eddy (1851–1937)
- Janette Fishell (* 1958)
- Virgil Fox (1912–1980)
- George Markey (1925–1999)
- Wilhelm Middelschulte (1863–1943)
- Wolfgang Rübsam (* 1946)
- Alexander Schreiner (1901–1987)
- John Serry senior (1915–2003)
- Carole Terry (* 1948)
- Stephen Tharp (* 1970)
- John Weaver (1937–2021)